# میکس‌تیپ

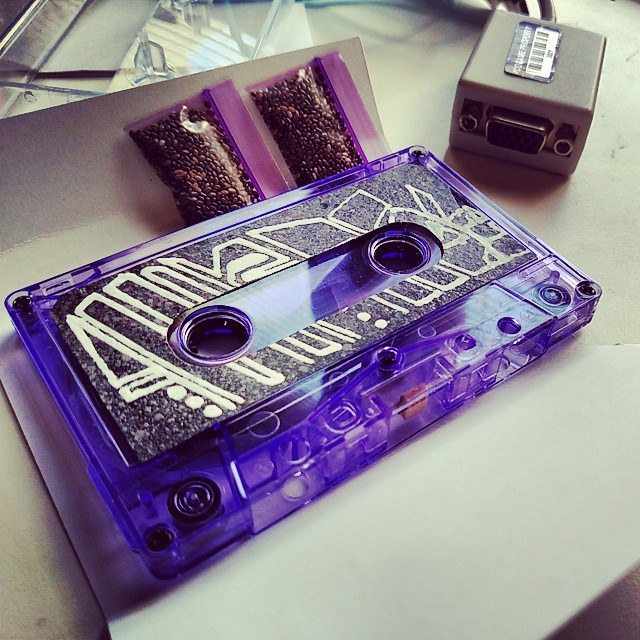
نمونه ای از میکس تیپ که بر روی نوار کاست ضبط شده است.

میکس‌تِیپ (به انگلیسی: Mixtape) مجموعه تلفیقی از موسیقی است
(معمولاً آهنگ‌های دارای حق تکثیر و حق نسخه برداری) نوع تلفیقی از موسیقی است. به‌طور معمول از منابع مختلف، که بر روی یک رسانه ضبط شده‌است. این اصطلاح معمولاً تلفیقی از موسیقی را بر روی نوار کاست، سی دی یا لیست پخش دیجیتالی شرح می‌دهد. آهنگ‌ها به صورت پی در پی ایجاد می‌شوند یا با ضرباهنگ‌ها و ایجاد انتقال‌های نت یکپارچه در آغاز و پایان موسیقی با محو شدن یا ویرایش‌های ناگهانی، به یک اثر تبدیل می‌شوند. جفری اوبراین، مقاله‌نویس این تعریف از میکس‌تیپ را بع نوان «پر کاربردترین شکل هنری آمریکایی» توصیف کرد.
با این حال، در فرهنگ هیپ هاپ و RnB و Drill واژه "mixtape" برای توصیف نوع خاصی از ضبط‌ها، معمولاً آلبوم‌های تولید شده و مستقل تولید شده‌است که به صورت رایگان برای تبلیغ یا نقض حق نسخه برداری ممکن است صادر می‌شود.

## تاریخ میکستیپ
در اولین روزهای هیپ هاپ، موسیقی تنها در شکل زنده وجود داشت، بنابراین موسیقی‌های هنرمندان از طریق نوارها و دورهمی‌های دوستانه پخش شد. میکس‌تیپ‌های هیپ هاپ برای اولین بار در اواسط دهه ۷۰ میلادی در شهر نیویورک ظاهر شد و هنرمندان مانند کول هارک و آفریقا بمباتا را به نمایش گذاشتند. همان‌طور که نوارهای بیشتر در دسترس قرار گرفتند، آن‌ها توسط طرفداران جمع‌آوری شده و معامله شدند. در اواخر دهه ۷۰ تا اوایل دهه ۸۰، دی جی‌ها شروع به ضبط آهنگ‌های مختلف از خانه‌های خود کردند، و با اشاره به آن‌ها به عنوان "Tap Tapes" اشاره کرد. در اواسط دهه ۱۹۸۰، دی جی‌ها مانند Brucie B آهنگ‌های زنده خود را ضبط و فروش آن‌ها را به عنوان mixtapes آغاز کردند، که به زودی به دنبال سایر دی جی‌ها مانند Kid Capri و Doo Wop بود. رون G در اوایل دهه ۹۰ میلادی با مخلوط کردن R & B کاپولا با ضربه‌های هیپ هاپ را تغییر داد. مخلوط کردن نوارها به‌طور فزاینده‌ای در اواسط دهه ۱۹۹۰ محبوب شد، جایی که طرفداران می‌توانند آهنگ‌های منحصر به فرد و آرامش را بیابند. اینها برای ارتقای یک یا چند هنرمند جدید یا به عنوان پیش انتشار توسط هنرمندان متعهد تر برای تبلیغ آلبوم‌های رسمی "رسمی" توسعه یافتند. از سوی دیگر، آلبومها فقط شامل نمونه‌هایی هستند که برای جلوگیری از مسائل قانونی پاکسازی شده‌اند. آلبوم‌ها تقریباً همیشه فروخته می‌شوند، در حالی که میکس تیپ‌ها معمولاً رایگان هستند. شکل مدرن مخلوطی که فیفتی سنت و گروه جی-یونیت خود را در اوایل دهه ۲۰۰۰ ساخته بود، گاهی حاوی تمام موسیقی‌های اصلی بود، گاهی از سبک‌های آزاد و ریمیکس‌های آهنگ‌های محبوب استفاده می‌شد.

## پیوندها
https://www.urbandictionary.com/define.php?term=Mixtape
https://pitchfork.com/features/lists-and-guides/9908-the-50-best-rap-mixtapes-of-the-millennium/